# José E. Benedicto
José E. Benedicto (* 21. März 1880 in San Juan (Puerto Rico); † 1924) war ein US-amerikanischer Politiker und im Jahr 1921 amtierender Gouverneur von Puerto Rico.

## Werdegang
José Benedicto studierte an der Universität von Madrid. Nach einem anschließenden Jurastudium an der University of Michigan in Ann Arbor und seiner 1902 erfolgten Zulassung als Rechtsanwalt begann er in Puerto Rico in seinem neuen Beruf zu arbeiten. Dort war er auch zeitweise Bezirksstaatsanwalt in Arecibo. Außerdem lehrte er Rechtswissenschaften an der Universität von Puerto Rico. Im Jahr 1908 wurde er zum Finanzminister (Treasurer) von Puerto Rico ernannt. Während des Ersten Weltkrieges machte er Werbung für den Verkauf von Kriegsanleihen. Dabei wurden fast 10 Millionen Dollar erwirtschaftet. Er führte auch einen juristischen Kampf gegen die Tabakindustrie in Puerto Rico, der erst 1924 vom Obersten Bundesgericht der Vereinigten Staaten zu seinen Gunsten entschieden wurde.
Im Jahr 1921 wurde José Benedicto zum kommissarischen Gouverneur von Puerto Rico ernannt. Er überbrückte damit die Zeit zwischen dem Ende der Amtszeit seines Vorgängers Arthur Yager und dem Amtsantritt des neuen Gouverneurs Emmet Montgomery Reily. Kurz nach Reilys Amtsantritt wurde Benedicto wegen Korruption angeklagt und aus dem Amt des Finanzministers entlassen. Später wurde er allerdings freigesprochen. Über seinen weiteren Lebenslauf ist nichts überliefert.